# GAGAN
GPS-aided GEO augmented navigation (GAGAN) — это реализация региональной спутниковой системы дифференциальной коррекции (SBAS) индийским правительством. Система предназначена для повышения точности сигнала GNSS путем предоставления поправок. Создание AAI (airports authority of india — Управление аэропортов Индии) по внедрению оперативных SBAS-технологий можно рассматривать как первый шаг к внедрению современных систем связи, в сфере навигация, наблюдения и управления воздушным движением над воздушным пространством Индии.
В рамках проекта были созданы 15 индийских опорных станций, 3 индийские навигационные наземные станции, 3 индийских Центра управления полетами и установлены все соответствующие программные средства и линии связи. GAGAN может помогать пилотам ориентироваться в индийском воздушном пространстве с точностью до 3 метров, что облегчает взлетно-посадочные операции в неблагоприятных погодных условиях и на сложных подходах, например, таких как в аэропортах Мангалор и Лех.
Спутниковая группировка GAGAN
Спутниковая группировка включает в себя спутники на ГСО:
1. GSAT-8
2. GSAT-10
3. GSAT-15